# Starrtjärnen, Värmland
Starrtjärnen är en sjö i Storfors kommun i Värmland och ingår i Göta älvs huvudavrinningsområde. Sjön har en area på 0,0956 kvadratkilometer och ligger 143,1 meter över havet. Sjön avvattnas av vattendraget Lundsbergsälven.

## Delavrinningsområde
Starrtjärnen ingår i det delavrinningsområde (659402-140546) som SMHI kallar för Utloppet av Grytingen. Medelhöjden är 149 meter över havet och ytan är 14,56 kvadratkilometer. Det finns inga avrinningsområden uppströms utan avrinningsområdet är högsta punkten. Lundsbergsälven som avvattnar avrinningsområdet har biflödesordning 4, vilket innebär att vattnet flödar genom totalt 4 vattendrag innan det når havet efter 335 kilometer. Avrinningsområdet består mestadels av skog (70 procent). Avrinningsområdet har 2,94 kvadratkilometer vattenytor vilket ger det en sjöprocent på 20,1 procent.